# Alfa (lettera)
La lettera alfa (in minuscolo α, in maiuscolo Α) è una vocale ancipite (può essere sia breve sia lunga), aspra, di timbro medio. Nel sistema numerico dei Greci di età ellenistica, era il segno usato per il numero 1. Era accompagnata da dieresi per la decina di migliaia (10 000). Nei papiri si può trovare il numero anche con una lineetta orizzontale al di sopra della lettera.
Il nome di questa lettera deriva dalla parola aleph, che nell'alfabeto consonantico fenicio era il nome del simbolo che rappresentava foneticamente il colpo di glottide. La forma della lettera maiuscola A deriva infatti dalla rappresentazione stilizzata di una testa di bue, con una rotazione di 180º. Essa a sua volta derivava probabilmente dall'antica scrittura egizia, dove appunto questa lettera era rappresentata dall'immagine di una testa di bue.

## Gli usi

### In astronomia
- Il nome alpha designa generalmente la stella più brillante di una costellazione: vedi per esempio Alfa Centauri.

### In fisica
- La particella α è una particella coinvolta nel decadimento alfa.
- Il decadimento alfa è un tipo di decadimento dei nuclei.
- Il processo alfa è un tipo di fusione nucleare stellare.
- La costante di struttura fine è indicata con α.
- Il coefficiente di dilatazione termica nei gas è indicato con α.
- Con α è indicata l'accelerazione angolare.
- In aerodinamica, l'angolo d'attacco è a volte indicato con α.

### In geometria
- La lettera alfa viene spesso usata in geometria per indicare i piani, e dunque gli angoli che costituiscono una parte di piano, così come altre lettere dell'alfabeto greco.

### In informatica
- L'architettura DEC Alpha è un'architettura per processori.
- Il canale alfa (alpha channel) permette di gestire le immagini come se fossero su livelli differenti, rendendo perciò possibili elaborati effetti di trasparenza.
- La versione alfa di un programma, in un progetto di sviluppo, è la prima fase di sviluppo, nella quale sono presenti moltissimi bug e nella quale le funzioni non sono ancora del tutto implementate. La successiva versione è la beta, per poi arrivare alla release candidate, che precede la versione finale.

### In religione
- Nel Cristianesimo, così come nel Libro di Isaia, l'alfa e l'omega, associati, sono i simboli dell'eternità di Dio, posti come sono all'inizio e alla fine di ogni cosa. Queste lettere erano usate dai primi cristiani su alcuni monumenti.

### In chimica
- La lettera alfa indica l'atomo di carbonio adiacente al gruppo funzionale di riferimento di una molecola organica.

### In etologia
- L'Alfa è un esemplare di animale sociale che occupa il rango più elevato nella gerarchia della sua società.